# Still, Bas-Rhin
Still är en kommun i departementet Bas-Rhin i regionen Grand Est (tidigare regionen Alsace) i nordöstra Frankrike. Kommunen ligger i kantonen Molsheim som tillhör arrondissementet Molsheim. År 2022 hade Still 1 799 invånare.

## Befolkningsutveckling
Antalet invånare i kommunen Still
| Referens: INSEE |